# Plateau de la Sabika

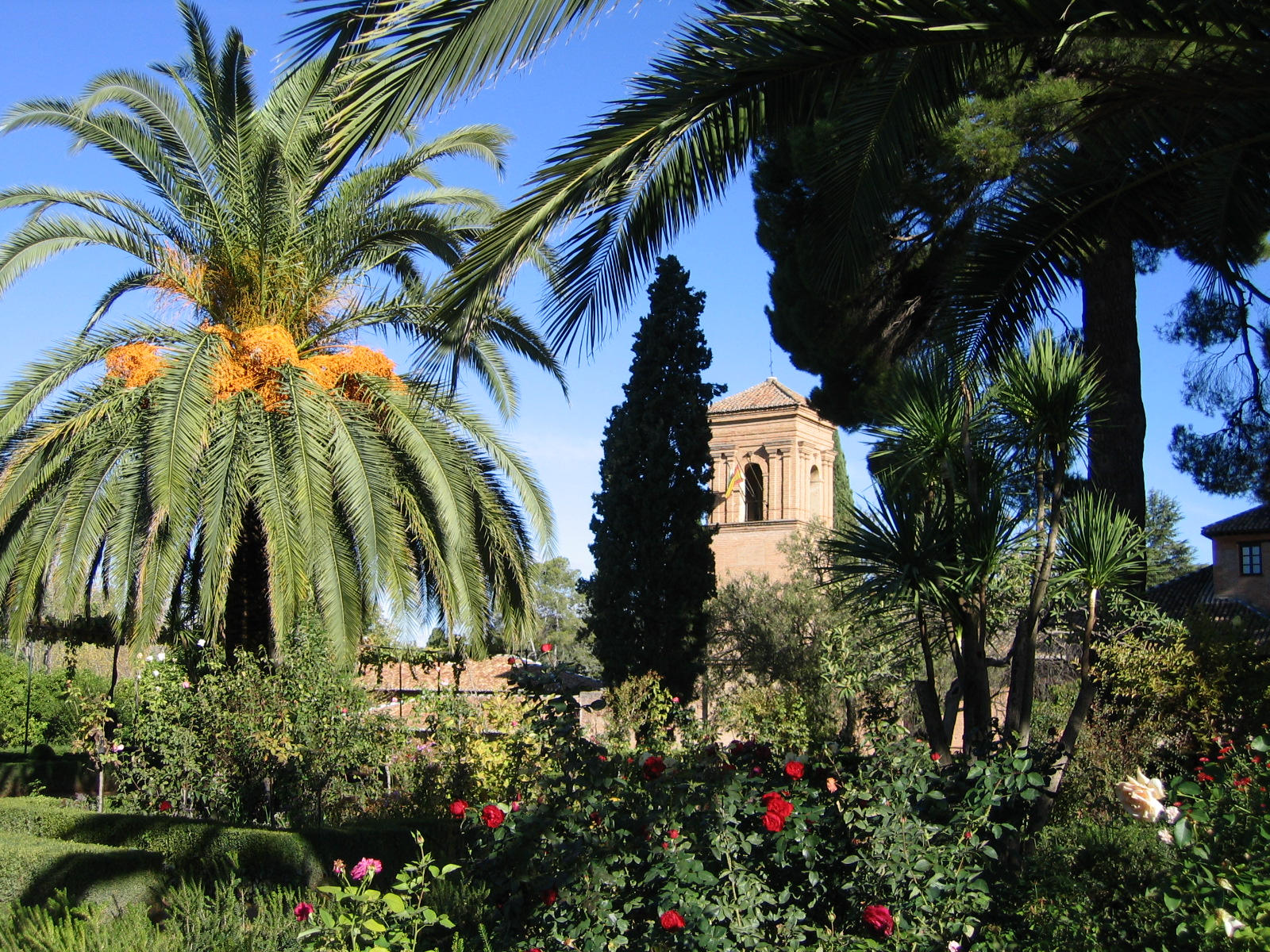
Les jardins du couvent Saint-François, dans l'enceinte de l'Alhambra.

Le plateau de la Sabika est un plateau où se situe l'Alhambra de Grenade, dans la communauté autonome espagnole d'Andalousie. 
Ce plateau est cerné par les murailles d'enceinte de l'Alhambra. Il couronne la colline du même nom. Le point de vue sur sa colline voisine, celle de l'Albaicin, est immédiat. 

## Histoire

### La Reconquista
Après la Reconquista, le premier geste des Rois Catholiques fut de faire une messe dans laquelle fut dénoncée le pouvoir dit « païen » qui construisit en ces lieux les palais nasrides.
Ils construisirent ensuite des édifices religieux sur le plateau :
- église Sainte-Marie de l'Alhambra.
- Couvent Saint-François

Enfin, éblouis par la culture trouvée sur les murs de l'Alhambra et leur style de vie palatin, ils demandèrent aux mudéjars de diffuser sur toute la péninsule la continuité de l'architecture mauresque, mosaïques de faïence, thermes arabes et autres implantations techniques.

## Loisirs
Une des boutiques est un photographe qui depuis le XIXe siècle suit les progrès de la technique photographique et propose des clichés souvenirs en déguisement d'époque, avec reproduction de la salle donnant en perspective une vue fictive sur le patio des Lions; le rendu est assez fidèle à la vue obtenue en visitant les palais Nasrides. Le temps que s'envole le petit oiseau laisse le loisir de se prendre pour un émir palatin à la cour.
Outre les boutiques de souvenirs, il est possible de dormir dans l'enceinte même de l'Alhambra, où se trouvent deux hôtels.

## Ruines

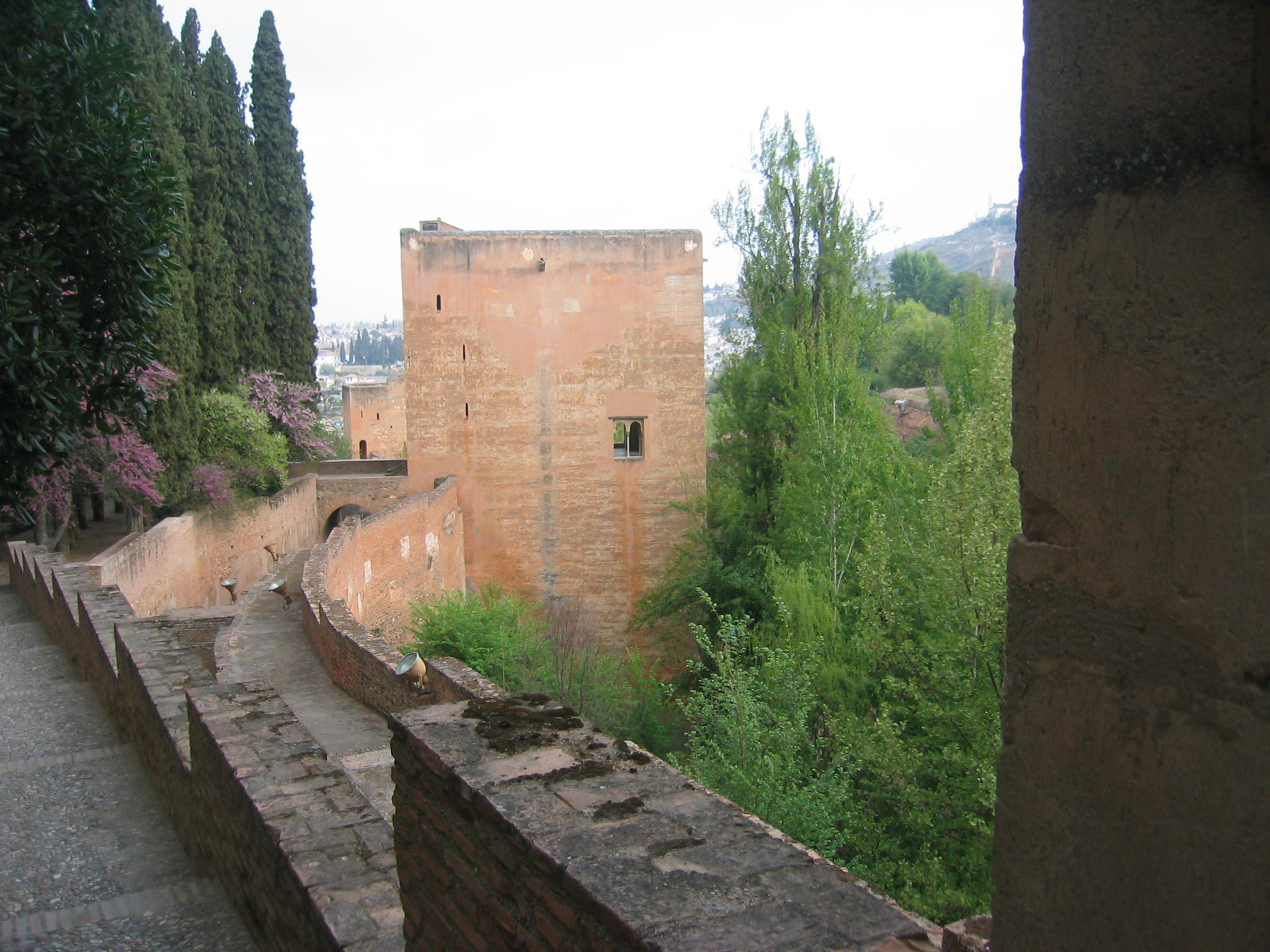
Le chemin de ronde, sur l'enceinte de l'Alhambra

Sur le plateau de la Sabika se trouvent les ruines suivantes :
- Détruites par le temps :
  - Ruines de la Médina,  maisons des fidèles ancillaires des princes nasrides.
  - Une Acequia royale :

- Détruites par manque de place :
  - Un palais antérieur aux Nasrides existait, il fut détruit pendant la construction des palais nasrides actuels, sur son site sont construits d'autres bâtiments.

- Détruits à la suite des dissensions internes qui secouèrent le Royaume de Grenade :
  - Le palais des Abencérages (des notables qui furent assassinés par les Nasrides), réduit à l'état de ruines, à gauche du point de passage intérieur.